# Berna
Berna (Bern en alemany) és una ciutat i la capital del cantó de Berna i de la Confederació Helvètica, més coneguda com a Suïssa.
Berna té uns 300.000 habitants incloent-hi l'àrea metropolitana. Està travessada pel riu Aar. Ha estat declarada patrimoni cultural mundial de la UNESCO, gràcies al seu patrimoni urbà medieval.
La ciutat i el cantó de Berna són majoritàriament de parla alemanya i de tradició protestant. Tot i això, la llengua parlada correspon al dialecte bernès de l'alt alamànic, que pertany al continu dialectal de l'altgermànic superior.

## Història

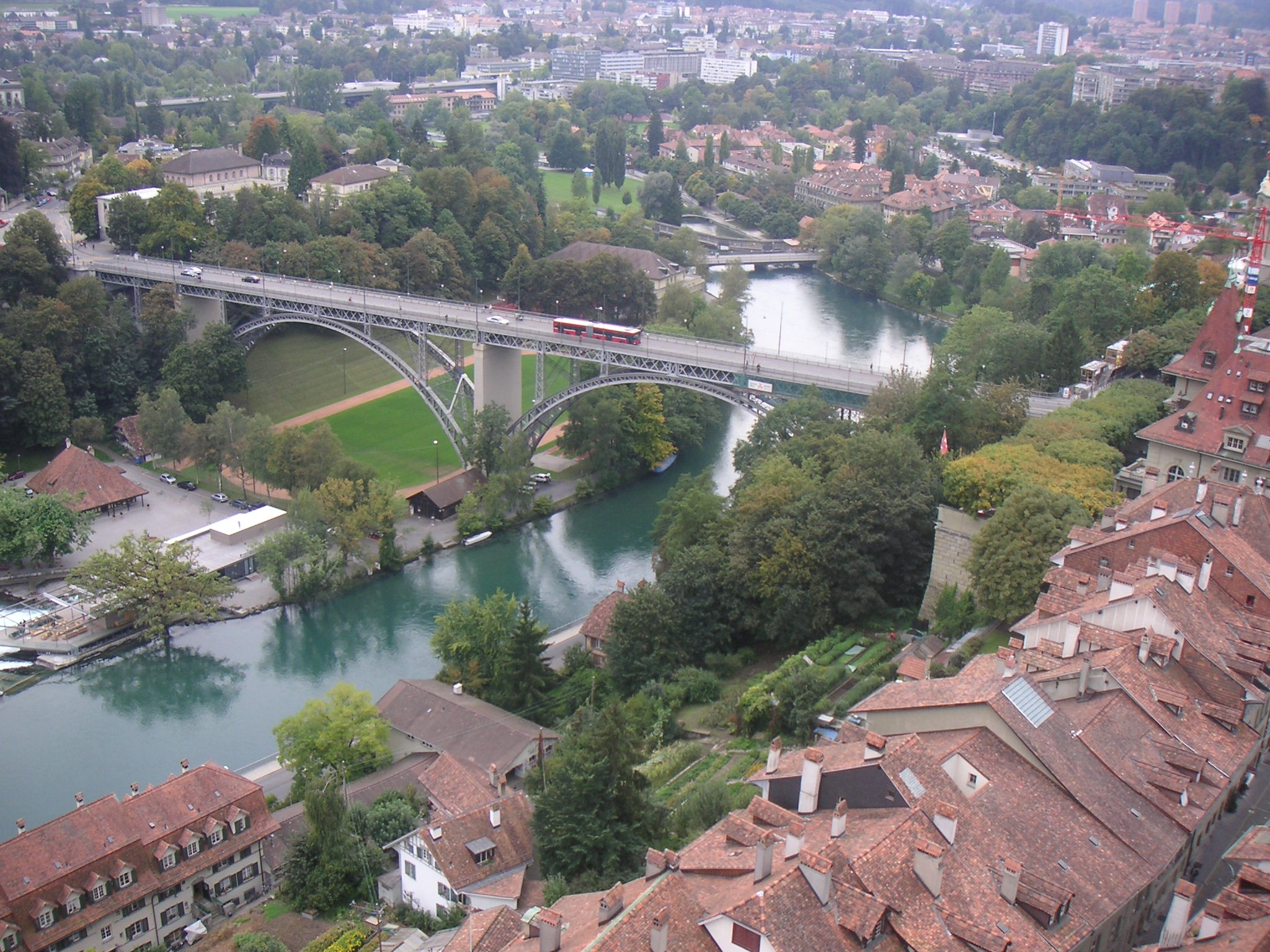
El riu Aar a Berna

Berna va ser fundada pel duc Bertold V de Zähringen el 1191 aprofitant un meandre del riu Aar.
Fou declarada ciutat lliure imperial per l'emperador Frederic II l'any 1218, després de la mort de sense hereus de Bertold V.
L'any 1353 Berna va ingressar en la Confederació Suïssa, esdevenint un dels membres capdavanters del nou estat.
L'any 1415 envaí i conquerí l'Aargau i l'any 1536 Vaud a banda d'altres territoris més petits, cosa que la convertí en la ciutat estat més gran al nord dels Alps.
Fou ocupada pels soldats de la França revolucionària el 1798 i li foren arrabassats gran part dels seus territoris.
El 1831 la ciutat es va convertir en la capital del cantó de Berna.
L'any 1848, la nova constitució federal va fer de Berna la capital (o més ben dit «la vila federal») de Suïssa.
L'elecció de les cambres federals a favor de Berna s'explica sobretot per la seva proximitat a la Suïssa francòfona i les consideracions militars. Reprovades durant la votació, es va prometre a les ciutats de Zuric i Lucerna, respectivament, l'Institut Federal de Tecnologia i d'una altra institució federal. Originalment en tres edificis diferents, el Consell Federal, el Consell d'Estats i el Consell Nacional es van reunir sota un mateix sostre després de la inauguració del Palau Federal el 1857.
Com a tal, també parlem de Berna Federal, que designa la ciutat de Berna com a seu de les institucions federals (en particular l'Assemblea Federal i el Consell Federal, així com l'administració federal).
Com a ciutat federal, Berna esdevé atractiva per a organitzacions internacionals. El 1868, la Unió Telegràfica Internacional (a partir del 1934) : Unió Internacional de les Telecomunicacions ( UIT), fundada tres anys abans a París, hi té la seu central. El 9 d'octubre de 1874, 22 països van fundar a Berna la Unió Postal General, que més tard es va convertir en la Unió Postal Universal (UPU) el 1878. Quan aquestes dues organitzacions es van integrar a l'estructura de les Nacions Unides el 1947, la seu de la UPU va romandre a Berna, a diferència de la de la UIT, que va marxar a Ginebra. El 1893 va aparèixer una tercera organització internacional: l'Oficina Central de Transports Internacionals per Ferrocarril (OCTI), que es va inaugurar a Berna en aplicació d'un tractat internacional celebrat el 1890 (Conveni CIM) i relatiu al tràfic de mercaderies per ferrocarril. Després de la nova convenció del 1980 sobre el trànsit ferroviari internacional, finalment va ser substituïda el 1985 per l'Organització Intergovernamental per al Transport Internacional per Ferrocarril (OTIF) (cinquanta estats membres el 2019). La seu d'OTIF encara és a Berna.
El 1884, la ciutat va obrir la cinquena borsa suïssa, després de Ginebra, Basilea, Lausana i Zúric.

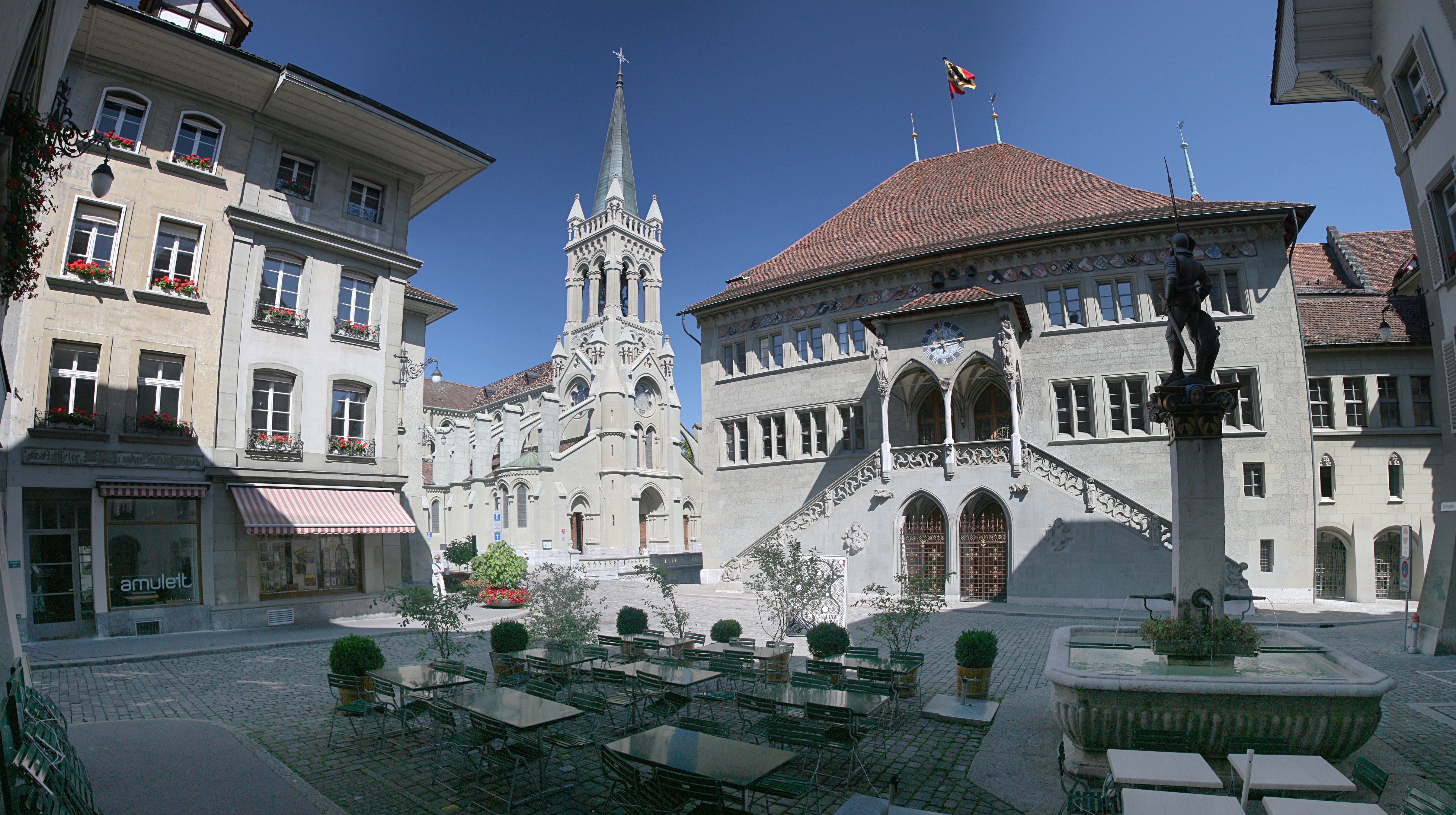
Ajuntament de Berna

Cap a 1830

Cap al 1890

Entre 1885 i 1886, Berna va ser la seu d'una conferència que pretenia elaborar un acord internacional sobre drets d'autor. Aquest acord encara es coneix avui com el Conveni de Berna. Del 1892 al 1911, Berna va ser la seu de la Unió Interparlamentària. Diversos congressos socialistes de la Primera Internacional i la Segona Internacional es van celebrar a Berna, especialment durant la Primera Guerra Mundial, quan Suïssa era neutral.
El 1914 es va celebrar a Berna l'exposició nacional suïssa. Va acollir 3,2 milions de visitants i va generar uns beneficis de gairebé 35 000 francs malgrat el context de la Primera Guerra Mundial.
El 1918, l'obertura del Kunsthalle va permetre exhibir creacions artístiques berneses mentre que el Museu de Belles Arts, creat el 1879, ja havia exposat obres de Paul Klee el 1910.
Els anys seixanta van estar marcats per un floriment cultural, als petits teatres i cellers de la ciutat, es van produir peces d'autors contemporanis. El dialecte és revitalitzat pels llibres de Kurt Martin i les cançons dels trobadors Berner i Mani Matter. Sota la direcció d'Harald Szeemann, del 1961 al 1969, la Kunsthalle es va convertir en un espai expositiu d'avantguarda : el 1968, durant els seus 50 anys, és el primer monument embolicat per Christo i Jeanne-Claude.
L'any 1968, les dones obtenen el dret de vot al nivell municipal.
Després dels moviments de protesta juvenil al voltant del maig del 1968, una antiga fàbrica de gas es va transformar en centre juvenil a principis dels anys setanta. El centre cultural juvenil Gaskessel és un dels més antics d'Europa. Des de principis dels anys vuitanta, la revolta juvenil es va expressar mitjançant diverses manifestacions, de vegades violentes, i ocupacions de locals per donar suport a la demanda d'espais més alternatius. Com a resultat, el 1987, la Reitschule i la Dampfzentrale es van transformar en un centre cultural. Al mateix temps, l'evacuació violenta del campament alternatiu de Zaffarayas el novembre de 1987 i el seu trasllat a Neufeld van marcar l'actualitat a la ciutat.
Afectat pels problemes del consum de drogues, Berna va viure el desenvolupament d'una escena oberta de drogues a finals dels anys vuitanta al parc Kleine Schanze. Quan el parc va ser evacuat el novembre de 1990, l'escenari de les drogues es va traslladar temporalment a la terrassa del Palau Federal, per a consternació dels parlamentaris que es creuaven diàriament amb addictes a les drogues. L'escenari obert es trasllada al Kocherpark. Amb els anys, l'agudesa del problema disminueix sense resoldre's.
El 1992, la majoria municipal es va desplaçar cap a l'esquerra, el socialista Klaus Baumgartner es va convertir en president de la ciutat de Berna.
El començament del segle xxi està marcat per la renovació de l'estació de Berna, els aldarulls contra una manifestació de la UDC a l'octubre del 2007 i l'organització de l'Eurofutbol el 2008, tres anys després de la inauguració de l'estadi de Suïssa .

## Geografia
Berna es troba en l'altiplà Suís al cantó de Berna, una mica a l'oest del centre de Suïssa i 20 km al nord dels Alps Bernesos. El paisatge al voltant de Berna es va formar per les glaceres de la darrera Edat de Gel. Les dues muntanyes més properes a Berna són els Gurt amb una alçada de 858 metres i la Bantiger amb una alçada de 947 metres. El lloc de l'antic observatori de Berna és el punt d'origen dels CH1903 sistema de coordenades en els 46° 57'08 66" N 7° 26'22 50" E / 46.9524056 ° N ° 7.4395833 E / 46.9524056, 7,4395833.
La ciutat va ser construïda sobre una península muntanyosa envoltada pel riu Aar però aquestes fronteres naturals al segle xix varen ser superades per una sèrie de ponts es van construir per permetre a la ciutat per créixer més enllà del Aar.
Berna està construït sobre terrenys molt desiguals. Hi ha diverses desenes de metres de desnivell entre els diferents barris del Aar (Mat, Marzili) als barris més alts (Kirchenfeld, Länggasse).

## Política

Logo oficial de la ciutat

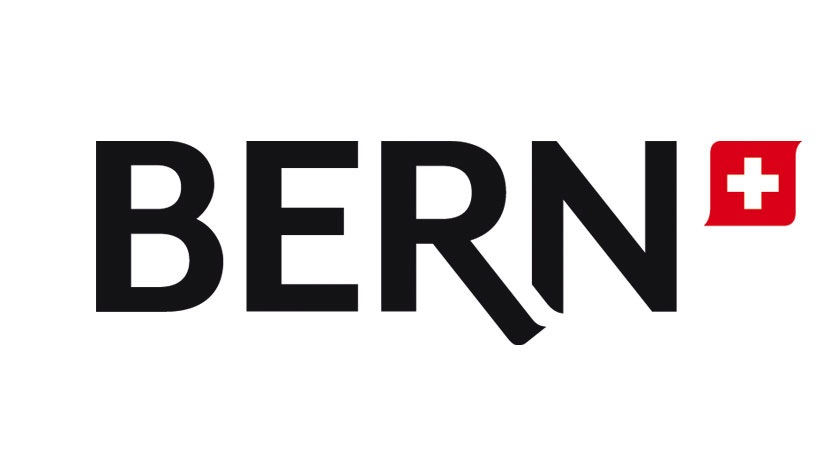
Logo turístic de la ciutat de Berne

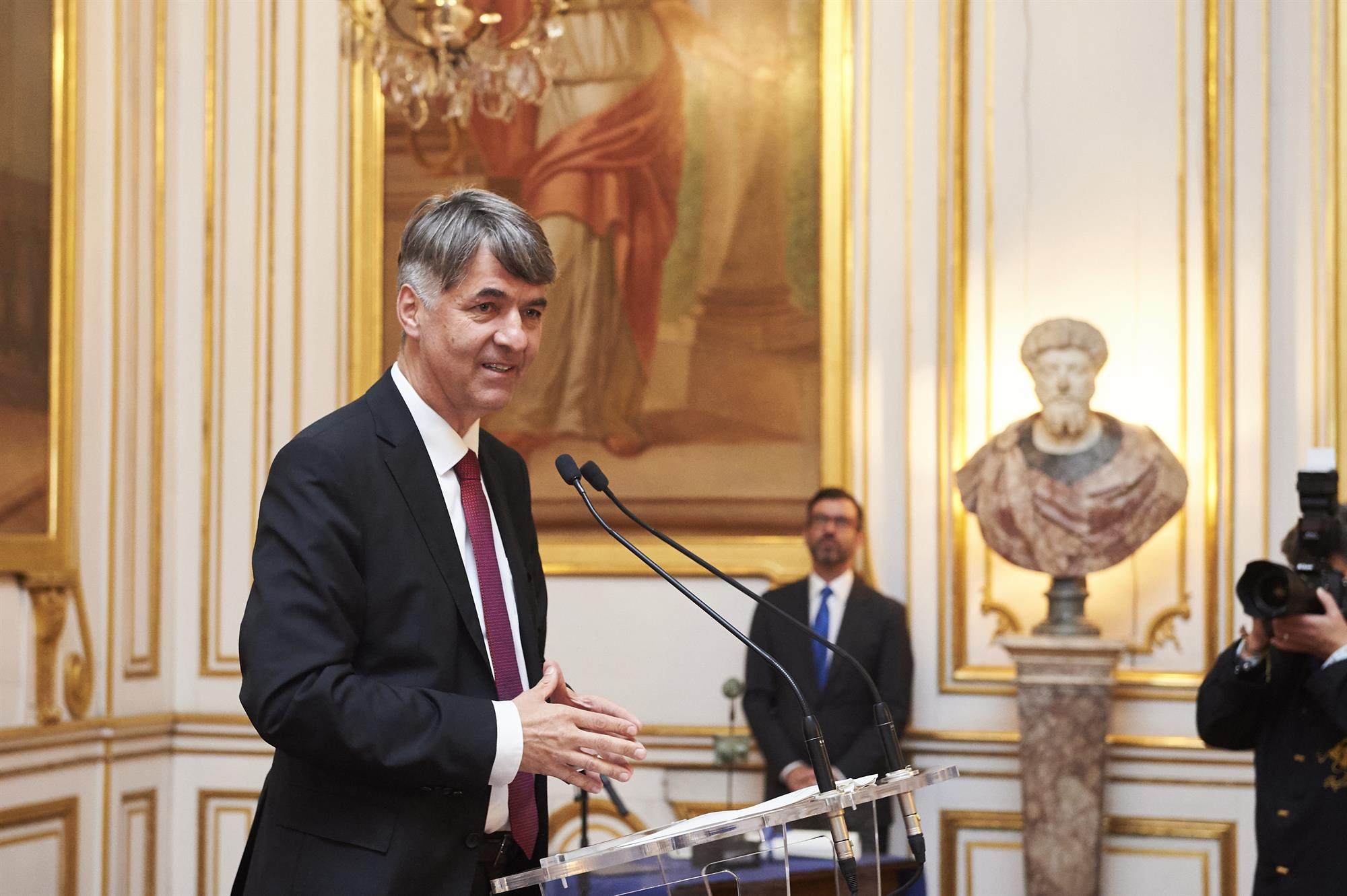
Alec von Graffenried, actual alcalde de la ciutat de Berne.

Berna està governada per un Consell Legislatiu (Stadtrat) de 80 membres i un Consell Executiu (Gemeinderat) de 5 membres (7 fins al 2004).
Des de 1992, els representants del Partit socialista suís i aquells dels partits Verds detenen la majoria als dos consells. Per a aquesta raó, són ells, col·lectivament anomenats « Vermell-Vert-Centra » (Rot-Grün-Mitte, RGM), que determinen la política de la ciutat, tot i que cap acord de coalició no existeix, i que en el marc del sistema de democràcia directa que predomina a Suïssa, la majoria de les qüestions importants són regulades per referèndum. Els altres grans partits polítics de Berne són el Partit liberal-radical i la Unió democràtica del centre.
Durant l'elecció de 2007, el partit més popular ha estat el PSS, que ha rebut 29,1 % de les veus. Les tres altres marxats els més populars han estat el partit dels Verds (24,9 %), l'UDC (16,7 %) i el PLR (15,7 %).
Després de les eleccions municipals de 2017, el Consell legislatiu es reparteix com segueix :
| Partit                                        | Nombre de seus | %       | Grup (Fraktion)    |
| --------------------------------------------- | -------------- | ------- | ------------------ |
| Partit Socialdemòcrata de Suïssa (PS)         | 22             | 27,5 %. | PS/JS (SP/JUSO)    |
| Partit Popular Suís (UDC)                     | 9              | 11,3 %. | UDC (SVP)          |
| Grünes Bündnis (Bern) (GB)[1]                 | 9              | 11,3 %. | GB/JA!             |
| Grüne Freie Llista (GFL)[2]                   | 8              | 10,0 %. | GFL/PEV (GFL/EVP)  |
| Partit Liberal Radical de Suïssa (PLR)        | 10             | 12,5 %. | PLR/JRL (FDP/JF)   |
| Partit burgès-democràtic (PBD)                | 2              | 2,5 %.  | PBD/PDC (BDP/CVP)  |
| Partit Liberal Verd de Suïssa (PVL)           | 7              | 8,8 %.  | PVL/JVL (GLP/JGLP) |
| Partit Popular Democristià de Suïssa (PDC)    | 2              | 2,5 %.  | PBD/PDC (BDP/CVP)  |
| Partit Evangèlic Suís (PES)                   | 2              | 2,5 %.  | GFL/PEV (GFL/EVP)  |
| Junge Alternative JA! (JA!)                   | 2              | 2,5 %.  | GB/JA!             |
| Grüne Partei Bern – Demokratische Alternative | 1              | 1,3 %.  | AL/GaP/PdA         |
| Partit del Treball Suís (PST, PdA)            | 1              | 1,3 %.  | AL/GaP/PdA         |
| Alternativa Linke Bern                        | 2              | 2,5 %.  | AL/GaP/PdA         |
| Joves Vert'libéraux (JVL)                     | 1              | 1,3 %.  | PVL/JVL (GLP/JGLP) |
| Joves socialistes (JS)                        | 2              | 2,5 %.  | PS/JS              |

## Cultura

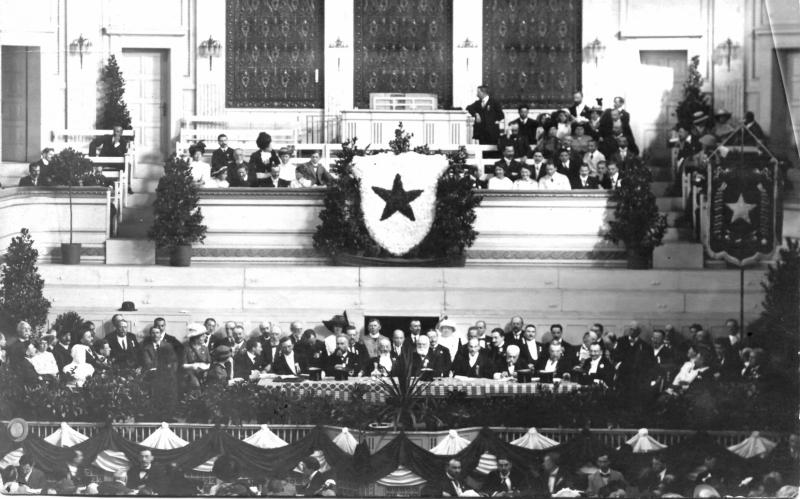
9è. congrés mundial d'esperanto, en 1913.

Berne ha acollit tres vegades el congrés mundial d'esperanto: l'any 1913, 1939 i 1947.

### Monuments

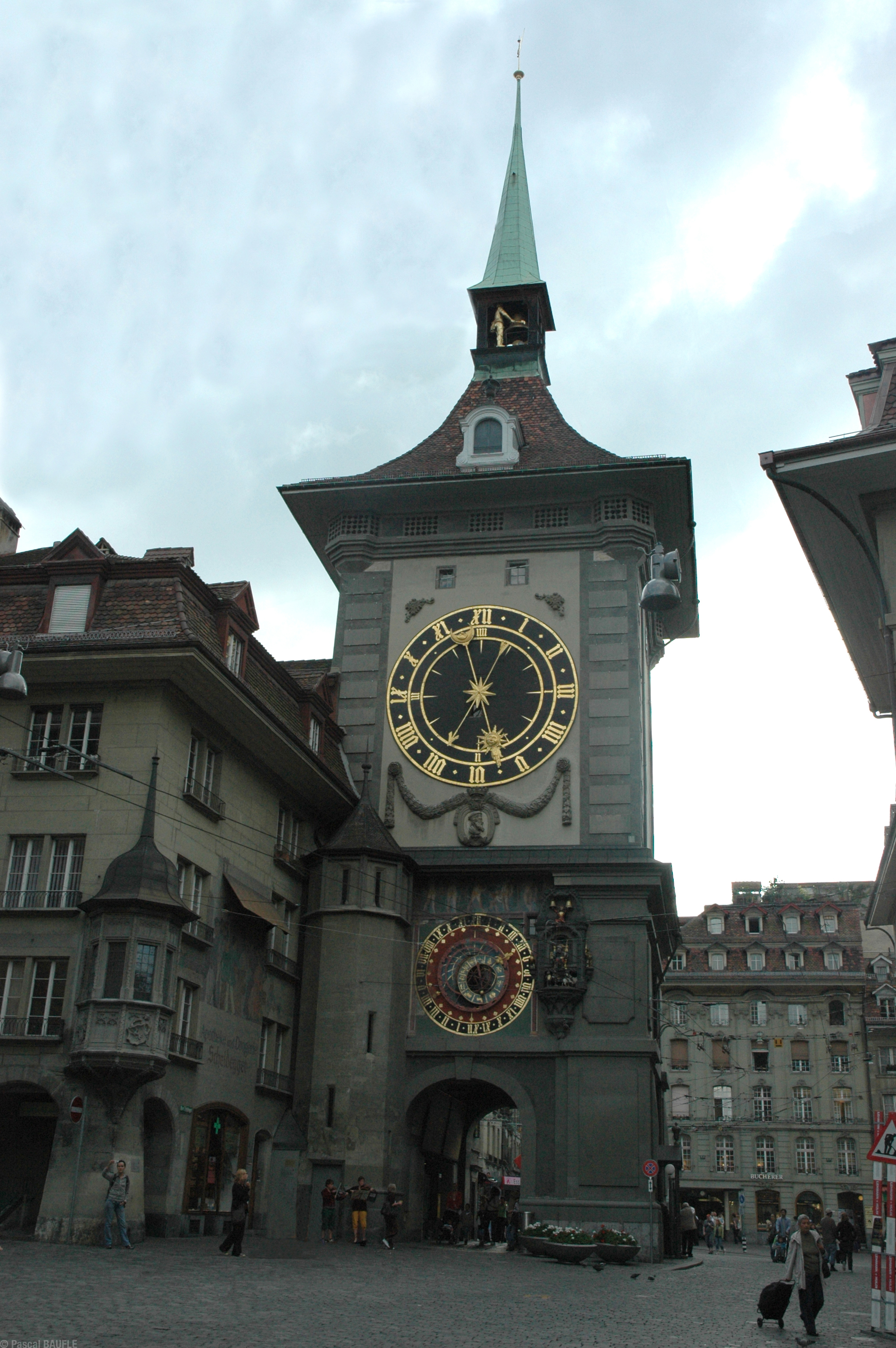
La Zytglogge.

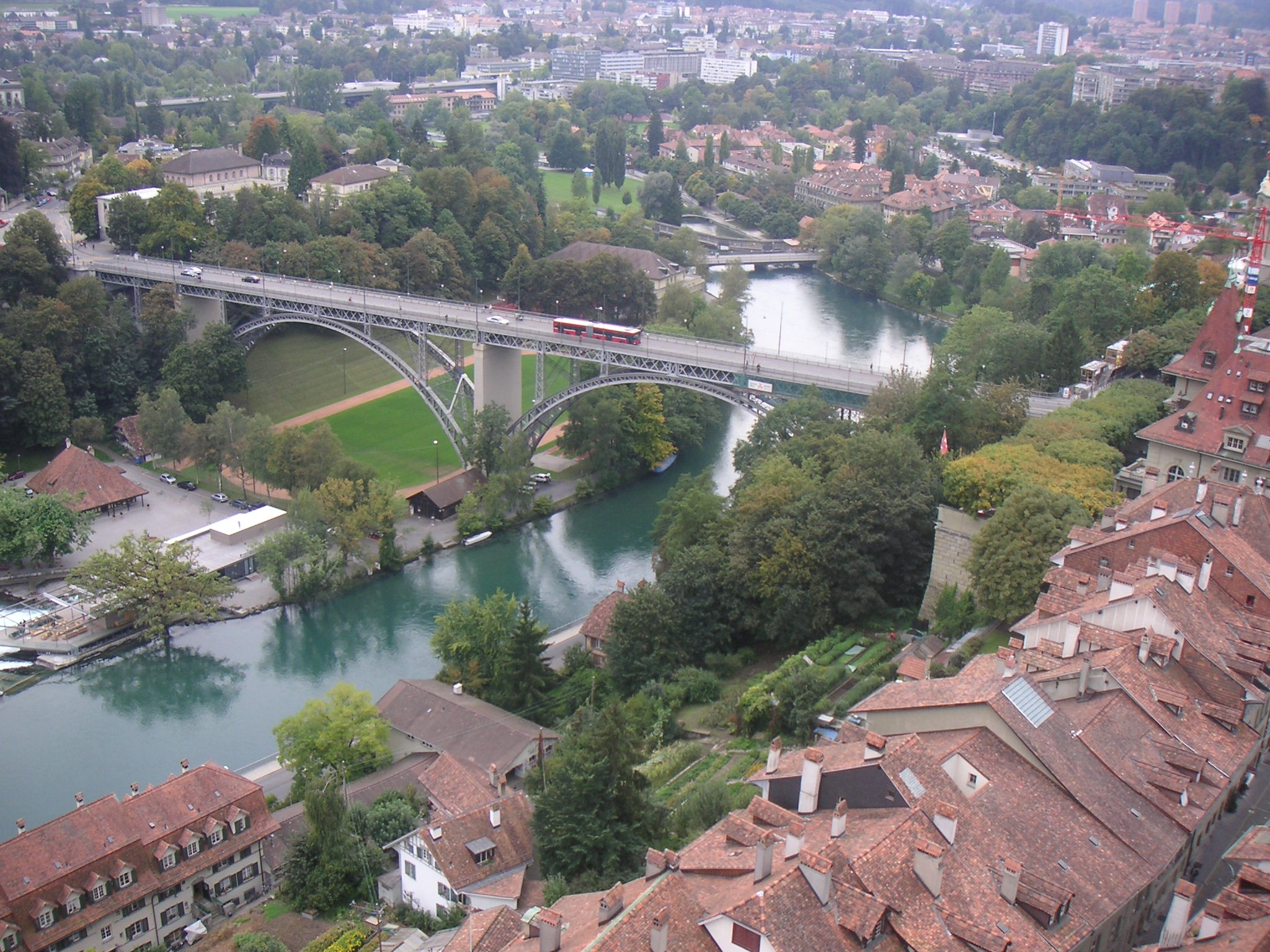
L'Aar a Berna.

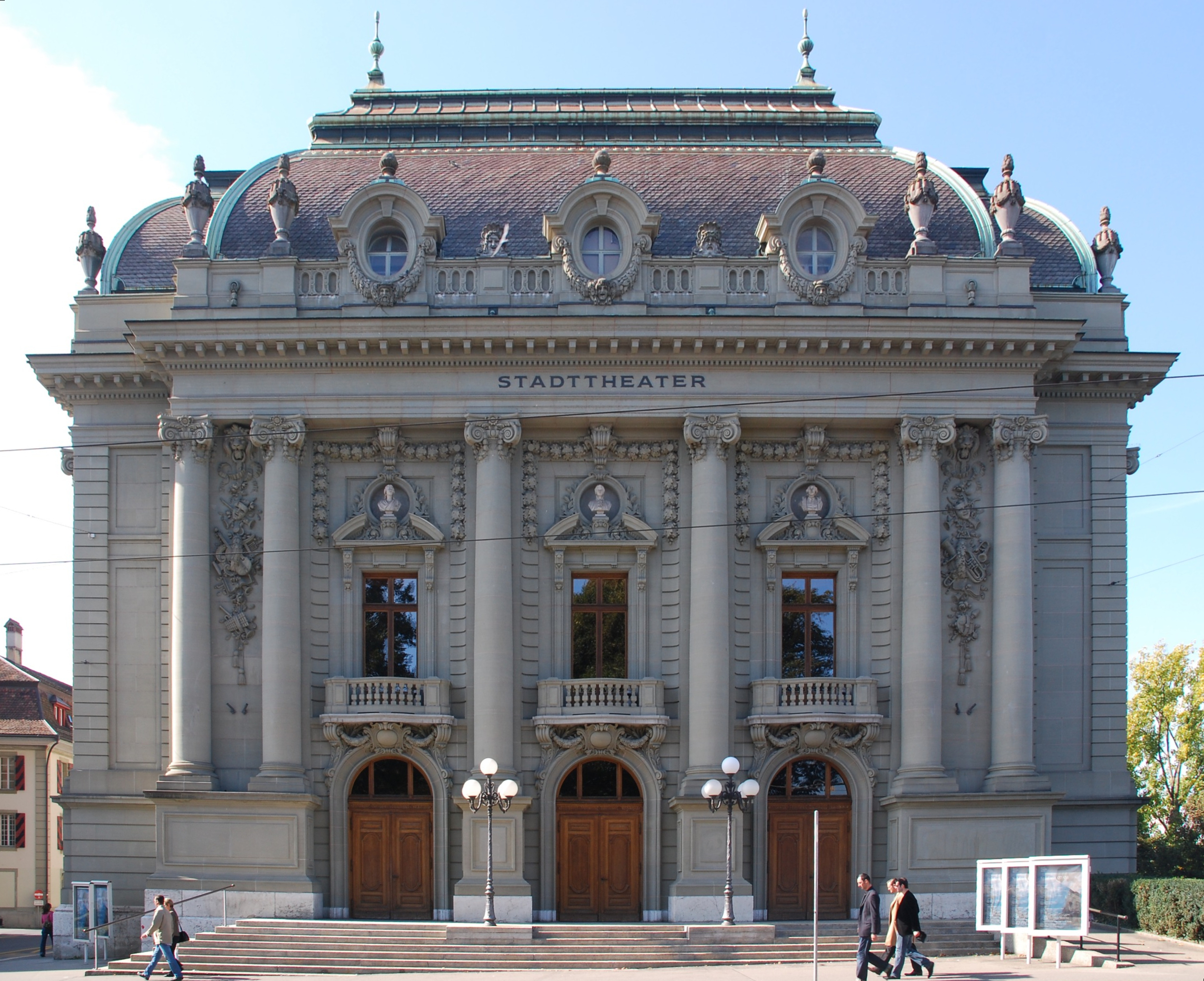
El teatre.

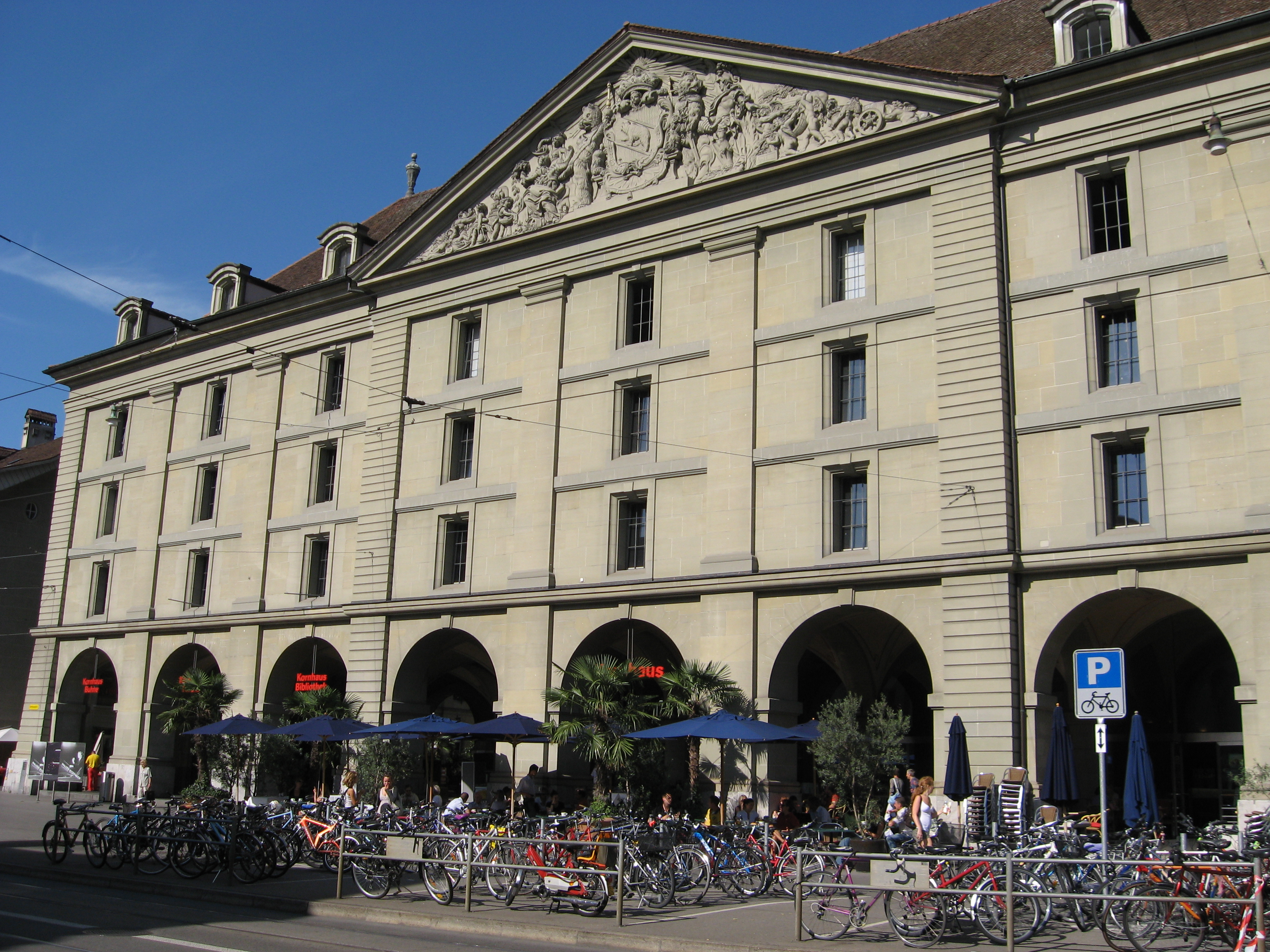
L'antiga Botiga de blat.

- Catedral de Berna, una important obra del gòtic tardà
- L'Església de l'Esperit Sant (Heiliggeistkirche) (1726-1729), una obra mestra de l'arquitectura protestant a Suïssa
- El nucli antic de Berna amb les seves arcades i fonts
- La torre del rellotge[11]
- La torre de la presó
- L'ajuntament (Rathaus)
- Palau Federal
- La plaça Federal
- Els castells de Bümpliz
- Bear Pit. La presència de ossos a Berna es remunta al 1513. Van romandre al nucli antic fins al 1857, després al pou dels ossos. A l'octubre de 2009, es va construir un parc d'ossos, amb una superfície de 6000 m2, al llarg de l'Aar i es va afegir a la fossa. Hi resideixen dos ossos, el mascle Finn i la femella Björk.
- L'antic Graner

### Museus
- Museu històric
- Museu d'història natural de Berna
- la casa d'Einstein
- Museu de la comunicació
- Museu de Belles Arts de Berna
- Museu de la psiquiatria
- Museu alpí suis
- Centre Paul Klee
- La Kunsthalle de Berne
- Cinemateca de Berna
- Creaviva

### Biblioteques
- Biblioteca Central de Berna
- Biblioteca Nacional Suïssa
- Biblioteca de la Burgesia de Berna

## Fets destacats

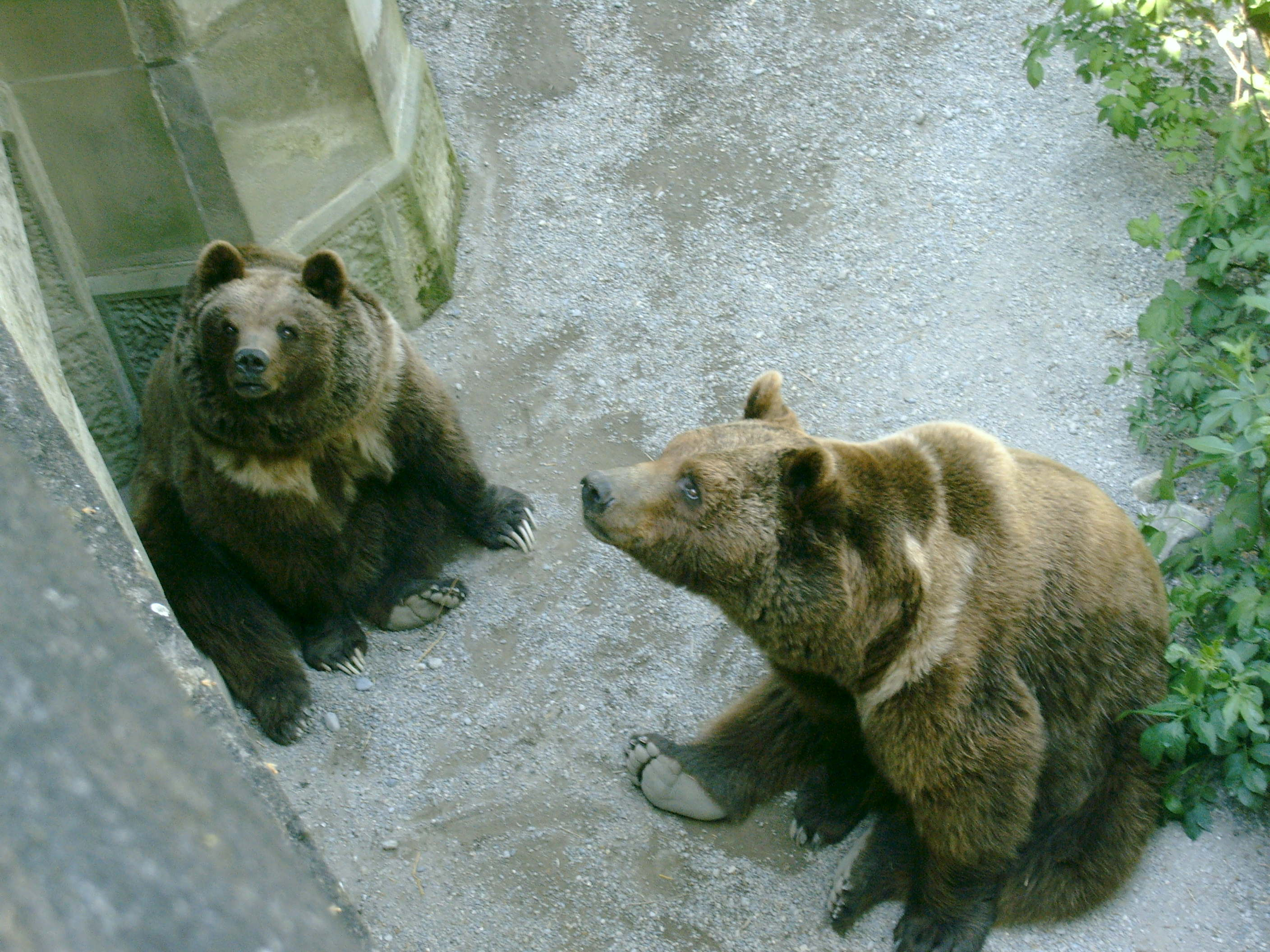
Els ossos de Berna

El centre ciutat de Berna és destacadament medieval i ha estat reconeguda per la UNESCO com a Patrimoni de la Humanitat per motius culturals. Potser l'element més conegut és el Zytglogge (en alemany de Berna "Temps de Campanes"), un complex medieval amb torre del rellotge movent els titelles. També compta amb una impressionant catedral gòtica del segle xv, el Münster, i un ajuntament del segle xv. Gràcies a 6 quilòmetres d'arcades, el nucli antic de la ciutat compta amb un dels més llargs passeigs de compres d'Europa.
Des del segle xvi, la ciutat ha tingut un fossar d'os (el Bärengraben), que es pot visitar al final de la Nydeggbrücke. El Palau Federal (Bundeshaus), construït el 1902, alberga el parlament nacional i part de l'administració federal, també pot ser visitat.
Einstein vivia en un apartament a la Kramgasse 49, el lloc de l'Einsteinhaus, des de 1903 a 1905, any en què els documents de l'Annus Mirabilis van ser publicats.
El Jardí de les Roses (Rosengarten), des d'on es pot gaudir d'una pintoresca vista panoràmica de la ciutat medieval, hi ha un roser molt ben conservat en un turó, convertit en un parc que era un antic cementiri el 1913.

## Fills il·lustres
- Walther Aeschbacher (1901-1969) director d'orquestra i compositor.
- Maja Beutler (1936-2021), escriptora suïssa.
- Carl Aeschbacher (1886–1944), compositor i mestre de cor suís.